# 페테르고프

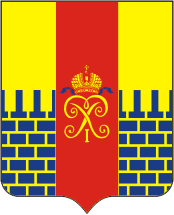
시 문장

페테르고프(러시아어: Петерго́ф, 독일어로 "페테르의 궁전"이라는 뜻)는 러시아 상트페테르부르크 관할 하에 있는 도시로, 인구는 64,791명(2002년 기준)이다. 상트페테르부르크 도심 서부에 위치하며 남쪽으로는 핀란드만과 접한다. 분수 공원과 페테르고프궁으로 유명한 곳이다.

## 자매 도시
- 프랑스 르블랑메닐
- 폴란드 소포트